# 1925 год в науке
В 1925 году были различные научные и технологические события, некоторые из которых представлены ниже.

## События
В штате Теннеси, США, принят «акт Батлера» — закон, запрещавший преподавание теории эволюции в общественных школах и университетах штата. 5 мая 1925 года в городе Дейтоне Джон Скоупс признан виновным и приговорён к штрафу в 100 долларов за преподавание теории эволюции.

## Достижения человечества

### Открытия
- Вальтер и Ида Ноддак открыли рений.
- Вольфганг Паули сформулировал «принцип исключения» (принцип Паули).

## Награды
- Нобелевская премия
  - Физика — Джеймс Франк, Густав Герц «За открытие законов соударения электрона с атомом».
  - Химия — Рихард Зигмонди «За установление гетерогенной природы коллоидных растворов и за разработанные в этой связи методы, имеющие фундаментальное значение в современной коллоидной химии, так как все проявления органической жизни в конечном счёте связаны с коллоидной средой протоплазмы»
  - Медицина и физиология — не присуждалась.

- Медаль Левенгука
  - Феликс д’Эрель (Египет)

## Родились
- 7 января — Джеральд Даррелл.
- 30 сентября — Аркадий Ильич Осташев (ум. 1998), советский и российский учёный, конструктор ракетно-космических систем, инженер-механик, участник запуска первого искусственного спутника Земли и первого космонавта, кандидат технических наук, доцент, лауреат Ленинской (1960) и Государственной (1979) премий, один из ведущих руководителей работ в области экспериментальной отработки изделий ракетной техники ОКБ-1, ученик и соратник Сергея Павловича Королёва.
- 13 октября — Маргарет Робертс, химик, премьер-министр Великобритании.
- 31 октября — Джон Попл, химик, лауреат Нобелевской премии.

## Скончались
- 3 февраля — Оливер Хевисайд, физик.
- 22 февраля — Томас Олбат, физик.
- 2 мая — Иоганн Пализа, австрийский астроном.
- 3 июня — Камиль Фламмарион, астроном.
- 22 июня — Феликс Кляйн, математик.
- 19 августа –  Вильгельм Штрейтберг, немецкий лингвист.